# Les Bobos (chanson)
Pour les articles homonymes, voir Les Bobos.
Singles de Renaud
Cœur perdu
(2003) Vagabond
(2009)
Pistes de Rouge Sang
RS & RS
Les Bobos (Bobos pour bourgeois-bohèmes et non pas le mot enfantin pour « petite blessure ») est le deuxième extrait de l'album de Renaud Rouge Sang (paru le 2 octobre 2006), la chanson a été diffusée en radio à partir du 16 juillet 2006 et est sortie en single dans le commerce le 4 septembre de la même année.

## Thème
La chanson se moque de cette catégorie de gens, assez aisée étayant des valeurs de la gauche traditionnelle, au moins en ce qui concerne des questions abstraites. In fine le chanteur reconnait qu'il imagine faire aussi « partie du lot. »
Renaud définit les bobos comme une classe (sous entendu-sociale) entre les bourges (argot pour bourgeois) et les prolos (argot pour prolétaires), pas loin des beaufs (argot pour un stéréotype de personne vulgaire et inculte), en plus élégants.

## Les créditeurs
- Paroles : Renaud
- Musique : Jean-Pierre Bucolo
- Arrangements et réalisation : Jean-Pierre Bucolo

Renaud a présenté sa chanson comme une « chronique sociale » plus qu'une réelle critique sur cette frange de la population dont il juge les comportements parfois trop conformistes.

## Classements
| Pays                                    | Meilleure position |
| --------------------------------------- | ------------------ |
| France (SNEP)                           | 8                  |
| Belgique (Wallonie Ultratop 50 Singles) | 16                 |
| Suisse (Schweizer Hitparade)            | 51                 |